# «Тампа-Бэй Рейс» в сезоне 2018
Сезон 2018 года стал для «Тампы-Бэй Рейс» двадцать первым в Главной лиге бейсбола и в истории клуба. «Рейс» заняли третье место в Восточном дивизионе Американской лиги, проведя первый сезон с преобладанием побед с 2013 года. Команда одержала 90 побед при 72 поражениях, но не смогла выйти в плей-офф, отстав в борьбе за уайлд-кард от «Окленда» на семь побед.
«Рейс» провели сезон с четырьмя стартовыми питчерами, а вместо пятого задействовали восемь реливеров. По словам главного тренера команды Кевина Кэша, эта стратегия была разработана в клубе после окончания сезона 2017 года. Тренер питчеров клуба Кайл Снайдер после завершения предсезонной подготовки говорил, что подобный план на игру позволит «Рейс» получить преимущество за счёт большого числа талантливых молодых игроков и задействовать двенадцать хороших реливеров вместо того, чтобы заполнять стартовыми заявку фарм-клуба в Дареме.

## Межсезонье
В межсезонье «Рейс» провели ряд крупных обменов, расставшись с лидерами команды. В декабре Эван Лонгория был отправлен в «Сан-Франциско Джайентс», позднее клуб покинули участники Матча всех звёзд МЛБ 2017 года Кори Дикерсон и Джейк Одорицци. В то же время менеджмент «Рейс» не сделал крупных приобретений для усиления состава. Портал FanGraphs прогнозировал команде 78 побед в сезоне 2018 года.
Обозреватель CBS Ар Джей Андерсон отмечал, что почти все игроки, появление которых ожидалось в стартовом составе «Рейс», имеют проблемы со стабильностью и физической формой. Так, Кевин Кирмайер всего один раз по ходу карьеры провёл более 110 игр за сезон, Денард Спэн в предыдущие три года в среднем играл по 111 матчей, близкая ситуация у кэтчера Вилсона Рамоса. Выделялись на их фоне Адеини Эчаваррия и Маллекс Смит, но они не претендуют на роли ведущих отбивающих. Одной из худших в лиге была скамейка запасных. 
До начала регулярного чемпионата главный тренер клуба Кевин Кэш объявил, что команда будет задействовать четырёх стартовых питчеров вместо традиционных для лиги пяти. Это позволяло дать больше игрового времени ведущим питчерам команды — Крису Арчеру, Блейку Снеллу и Джейку Фарии. Место пятого стартового питчера занимали реливеры клуба, среди которых выделяли Серхио Ромо и Дэниела Хадсона, который позднее был отчислен. 

### Предсезонная подготовка
В = Побед; П = Поражения; П% = Процент выигранных матчей; GB = Отставание от лидера; Дома = Победы/поражения дома; Выезд = Победы/поражения на выезде
| Грейпфрутовая лига  | В  | П  | П%   | GB   | Дома | Выезд |
| ------------------- | -- | -- | ---- | ---- | ---- | ----- |
| Бостон Ред Сокс     | 22 | 9  | 71,0 | —    | 12—4 | 10—5  |
| Хьюстон Астрос      | 21 | 9  | 70,0 | 0,5  | 9—6  | 12—3  |
| Балтимор Ориолс     | 17 | 12 | 58,6 | 4,0  | 7—7  | 10—5  |
| Нью-Йорк Янкис      | 18 | 13 | 58,1 | 4,0  | 8—7  | 10—6  |
| Сент-Луис Кардиналс | 17 | 13 | 56,7 | 4,5  | 7—6  | 10—7  |
| Майами Марлинс      | 15 | 13 | 53,6 | 5,5  | 9—4  | 6—9   |
| Миннесота Твинс     | 14 | 14 | 50,0 | 6,5  | 6—8  | 8—6   |
| Тампа-Бэй Рейс      | 14 | 16 | 46,7 | 7,5  | 5—10 | 9—6   |
| Детройт Тайгерс     | 13 | 15 | 46,4 | 7,5  | 6—7  | 7—8   |
| Торонто Блю Джейс   | 14 | 18 | 43,8 | 8,5  | 8—8  | 6—10  |
| Филадельфия Филлис  | 13 | 17 | 43,3 | 8,5  | 7—9  | 6—8   |
| Вашингтон Нэшионалс | 13 | 17 | 43,3 | 8,5  | 7—8  | 6—9   |
| Атланта Брэйвз      | 13 | 18 | 41,9 | 9,0  | 9—9  | 4—9   |
| Питтсбург Пайрэтс   | 11 | 19 | 36,7 | 10,5 | 7—9  | 4—10  |
| Нью-Йорк Метс       | 10 | 18 | 35,7 | 10,5 | 6—10 | 4—8   |

- В таблице не учтены результаты матчей, завершившихся вничью. Во время предсезонной подготовки команды не играют экстраиннинги.

## Регулярный чемпионат
Сезон стал одним из лучших в истории команды. «Рейс» одержали на десять побед больше, чем в 2017 году, шестой раз в истории команды выиграв не менее девяноста матчей. «Тампа-Бэй» не вышла в плей-офф только потому, что выступают в дивизионе, где две команды выиграли сто и более матчей.
Эффективным показал себя план использования игроков буллпена в качестве стартовых питчеров. Ближе к концу сезона постоянно с первого иннинга начинали игры только Блейк Снелл и Тайлер Гласноу. Одну из лучших игр в сезоне «Рейс» сыграли в день открытия, когда отыграли отставание 0:4 у «Бостон Ред Сокс» и одержали победу. Лучшим игроком команды в регулярном чемпионате стал питчер Блейк Снелл, одержавший двадцать одну победу при пяти поражениях с пропускаемостью 1,89. До него последним питчером, выигравшим не менее двадцати игр с показателем ERA менее 2,00, был Роджер Клеменс, добившийся такого результата в 1990 году. 

### Положение команд
В = Побед; П = Поражения; П% = Процент выигранных матчей; GB = Отставание от лидера; Дома = Победы/поражения дома; Выезд = Победы/поражения на выезде
| Восточный дивизион | В   | П   | П%   | GB   | Дома  | Выезд |
| ------------------ | --- | --- | ---- | ---- | ----- | ----- |
| Бостон Ред Сокс    | 108 | 54  | 66,7 | —    | 57—24 | 51—30 |
| Нью-Йорк Янкис     | 100 | 62  | 61,7 | 8,0  | 53—28 | 47—34 |
| Тампа-Бэй Рейс     | 90  | 72  | 55,6 | 18,0 | 51—30 | 39—42 |
| Торонто Блю Джейс  | 73  | 89  | 45,1 | 35,0 | 40—41 | 33—48 |
| Балтимор Ориолс    | 47  | 115 | 29,0 | 61,0 | 28—53 | 19—62 |

### Статистика
| Условные цветовые обозначения    |
| -------------------------------- |
| Игроки, пришедшие по ходу сезона |
| Игроки, ушедшие по ходу сезона   |

- Курсивом выделены игроки, дебютировавшие в МЛБ в сезоне 2018
- Жирным выделены игроки, принимавшие участие в Матче всех звёзд
- Статистика приведена для игроков основного состава по данным сайта baseball-reference.com

#### Питчеры
| Игрок          | G  | GS | CG | W  | L | ERA  | SO  | BB |
| -------------- | -- | -- | -- | -- | - | ---- | --- | -- |
| Блейк Снелл    | 31 | 31 | 0  | 21 | 5 | 1,89 | 221 | 64 |
| Крис Арчер     | 17 | 17 | 0  | 3  | 5 | 4,31 | 102 | 31 |
| Джейк Фария    | 17 | 12 | 0  | 4  | 4 | 5,40 | 50  | 33 |
| Тайлер Гласноу | 11 | 11 | 0  | 1  | 5 | 4,20 | 64  | 19 |

| Игрок          | G  | GS | CG | W | L | SV | ERA  | SO | BB |
| -------------- | -- | -- | -- | - | - | -- | ---- | -- | -- |
| Серхио Ромо    | 73 | 5  | 0  | 3 | 4 | 25 | 4,14 | 75 | 20 |
| Райн Станек    | 59 | 29 | 0  | 2 | 3 | 0  | 2,98 | 81 | 27 |
| Хосе Альварадо | 70 | 0  | 0  | 1 | 6 | 8  | 2,39 | 80 | 29 |
| Диего Кастильо | 43 | 11 | 0  | 4 | 2 | 0  | 3,18 | 65 | 18 |
| Чез Роу        | 61 | 0  | 0  | 1 | 3 | 1  | 3,58 | 53 | 16 |

#### Бэттеры
| Поз. | Игрок          | G   | AB  | R  | H   | 2B | 3B | HR | RBI | BA   | OBP  | SLG  |
| ---- | -------------- | --- | --- | -- | --- | -- | -- | -- | --- | ---- | ---- | ---- |
| C    | Вилсон Рамос   | 78  | 293 | 30 | 87  | 14 | 0  | 14 | 53  | 29,7 | 34,6 | 48,8 |
| 1B   | Джейк Бауэрс   | 96  | 323 | 48 | 65  | 22 | 2  | 11 | 48  | 20,1 | 31,6 | 38,4 |
| 2B   | Джоуи Уэндл    | 139 | 487 | 62 | 146 | 33 | 6  | 7  | 61  | 30,0 | 35,4 | 43,5 |
| SS   | Вилли Адамес   | 85  | 288 | 43 | 80  | 7  | 0  | 10 | 34  | 27,8 | 34,8 | 40,6 |
| 3B   | Мэтт Даффи     | 132 | 503 | 59 | 148 | 22 | 1  | 4  | 44  | 29,4 | 36,1 | 36,6 |
| LF   | Томми Фэм      | 39  | 143 | 35 | 49  | 7  | 6  | 7  | 22  | 34,3 | 44,8 | 62,2 |
| CF   | Кевин Кирмайер | 88  | 332 | 44 | 72  | 12 | 9  | 7  | 29  | 21,7 | 28,2 | 37,0 |
| RF   | Карлос Гомес   | 118 | 360 | 42 | 75  | 15 | 2  | 9  | 32  | 20,8 | 29,8 | 33,6 |
| DH   | Си Джей Крон   | 140 | 501 | 68 | 127 | 28 | 1  | 30 | 74  | 25,3 | 32,3 | 49,3 |

## Фарм-клубы
| Уровень | Команда                | Город                    | Лига                          |
| ------- | ---------------------- | ------------------------ | ----------------------------- |
| AAA     | Дарем Буллс            | Дарем, Северная Каролина | Международная лига            |
| AA      | Монтгомери Бисквитс    | Монтгомери, Алабама      | Южная лига                    |
| A+      | Шарлотт Стоун Крабс    | Порт-Шарлотт, Флорида    | Лига Флориды                  |
| A       | Боулинг-Грин Хот Родс  | Боулинг-Грин, Кентукки   | Лига Среднего запада          |
| SSA     | Хадсон Вэлли Ренегейдс | Уоппингер-Фолз, Нью-Йорк | Лига Нью-Йорка — Пенсильвании |